# Ivo Grbić
Ivo Grbić (Split, 18 januari 1996) is een Kroatische doelman.

## Carrière

### Hajduk Split
Grbić genoot zijn jeugdopleiding bij NK Dalmatinac Split en Hajduk Split. Op 18 april 2015 maakte hij zijn officiële debuut in het eerste elftal van Hajduk Split tijdens de competitiewedstrijd tegen HNK Rijeka. Grbić speelde tien officiële wedstrijden in het eerste elftal van Hajduk Split, maar groeide er nooit uit tot eerste doelman.

### Lokomotiva Zagreb
In de zomer van 2018 maakte Grbić de overstap naar NK Lokomotiva Zagreb. Daar werd hij meteen eerste doelman. In zijn tweede seizoen bij Lokomotiva Zagreb werd hij tweede met de club in de 1. HNL en haalde hij de finale van de Kroatische voetbalbeker.

### Atlético Madrid
In augustus 2020 versierde hij een transfer naar Atlético Madrid, waar hij Antonio Adán opvolgde als doublure van Jan Oblak. Álex Dos Santos maakte dan weer de omgekeerde beweging: hij volgde Atlético Madrid B in voor Lokomotiva Zagreb. Atlético Madrid betaalde zeven miljoen euro voor Grbić, die ook kon rekenen op interesse van onder andere RSC Anderlecht, Schalke 04 en SC Freiburg. De doelman kwam in zijn debuutseizoen bij Atlético enkel in actie in de Copa del Rey-wedstrijd tegen CD Cardassar, maar mocht op het einde van het seizoen wel de Spaanse landstitel bijschrijven op zijn palmares.

### Lille OSC
In augustus 2021 werd hij voor één seizoen uitgeleend aan Lille OSC, dat een aankoopoptie bedong in het huurcontract. Hij moest er het vertrek van Mike Maignan, die na het behalen van de Franse landstitel naar AC Milan was overgestapt, opvangen. Op 21 augustus 2021 maakte hij zijn officiële debuut voor de club: op de derde competitiespeeldag stond hij onder de lat tegen AS Saint-Étienne (1-1). Grbić bleef in doel staan tot en met de 23e competitiespeeldag. In die periode speelde hij ook zes groepswedstrijden in de Champions League. In een groep met Red Bull Salzburg, Sevilla FC en VfL Wolfsburg werd Lille groepswinnaar met 11 op 18. Grbić speelde ook nog mee in de bekerwedstrijden tegen AJ Auxerre (3-1-winst) en RC Lens (2-2, verlies na strafschoppen).
Na de 1-5-nederlaag tegen Paris Saint-Germain op 6 februari 2022 verdween Grbić uit doel bij Lille, ten voordele van Léo Jardim. De aankoopoptie in het huurcontract werd dan ook niet gelicht.

## Interlandcarrière
Grbić maakte deel uit van de Kroatische jeugdelftallen. Op 11 november 2021 debuteerde Ivo Grbić voor Kroatië in een WK 2022-kwalificatieduel tegen Malta.
| Interlands van Ivo Grbić voor Kroatië | Interlands van Ivo Grbić voor Kroatië | Interlands van Ivo Grbić voor Kroatië | Interlands van Ivo Grbić voor Kroatië | Interlands van Ivo Grbić voor Kroatië | Interlands van Ivo Grbić voor Kroatië |
| №                                     | Datum                                 | Wedstrijd                             | Uitslag                               | Competitie                            | Goals                                 |
| ------------------------------------- | ------------------------------------- | ------------------------------------- | ------------------------------------- | ------------------------------------- | ------------------------------------- |
|                                       |                                       |                                       |                                       |                                       |                                       |
| Als speler bij Lille OSC              |                                       |                                       |                                       |                                       |                                       |
| 1.                                    | 11 november 2021                      | Malta – Kroatië                       | 1 – 7                                 | Kwalificatie WK 2022                  |                                       |
| 2.                                    | 14 november 2021                      | Kroatië – Rusland                     | 1 – 0                                 | Kwalificatie WK 2022                  |                                       |

## Clubstatistieken
| Seizoen         | Club                 | Land               | Competitie       | Competitie | Competitie | Beker | Beker | Europees | Europees | Totaal | Totaal |
| Seizoen         | Club                 | Land               | Competitie       | Wed.       | Dlp.       | Wed.  | Dlp.  | Wed.     | Dlp.     | Wed.   | Dlp.   |
| --------------- | -------------------- | ------------------ | ---------------- | ---------- | ---------- | ----- | ----- | -------- | -------- | ------ | ------ |
| 2014/15         | Hajduk Split         | Vlag van Kroatië   | 1. HNL           | 3          | 0          | 1     | 0     | 0        | 0        | 4      | 0      |
| 2015/16         | Hajduk Split         | Vlag van Kroatië   | 1. HNL           | 4          | 0          | 1     | 0     | 0        | 0        | 5      | 0      |
| 2016/17         | Hajduk Split         | Vlag van Kroatië   | 1. HNL           | 0          | 0          | 1     | 0     | 0        | 0        | 1      | 0      |
| 2017/18         | Hajduk Split         | Vlag van Kroatië   | 1. HNL           | 0          | 0          | 0     | 0     | 0        | 0        | 0      | 0      |
| 2018/19         | NK Lokomotiva Zagreb | Vlag van Kroatië   | 1. HNL           | 36         | 0          | 0     | 0     | —        | —        | 36     | 0      |
| 2019/20         | NK Lokomotiva Zagreb | Vlag van Kroatië   | 1. HNL           | 35         | 0          | 3     | 0     | —        | —        | 38     | 0      |
| 2020/21         | Atlético Madrid      | Vlag van Spanje    | Primera División | 0          | 0          | 1     | 0     | 0        | 0        | 1      | 0      |
| 2021/22         | → Lille OSC          | Vlag van Frankrijk | Ligue 1          | 21         | 0          | 2     | 0     | 6        | 0        | 29     | 0      |
| 2022/23         | Atlético Madrid      | Vlag van Spanje    | Primera División | 12         | 0          | 0     | 0     | 1        | 0        | 13     | 0      |
| 2023/24         | Sheffield United     | Vlag van Engeland  | Premier League   | 9          | 0          | 1     | 0     | —        | —        | 10     | 0      |
| 2024/25         | Sheffield United     | Vlag van Engeland  | Championship     | 0          | 0          | 1     | 0     | —        | —        | 1      | 0      |
| 2024/25         | → Çaykur Rizespor    | Vlag van Turkije   | Süper Lig        | 22         | 0          | 1     | 0     | —        | —        | 23     | 0      |
| Carrière totaal | Carrière totaal      | Carrière totaal    | Carrière totaal  | 142        | 0          | 12    | 0     | 7        | 0        | 161    | 0      |

Bijgewerkt tot en met het seizoen 2024/25.

## Erelijst
| Primera División | 1x | 2020/21 |

1 Çetin ·
2 Alikulov ·
3 Pehlivan ·
4 Mocsi ·
5 Højer ·
6 Papanikolaou ·
7 Ömür ·
8 Varesanovic ·
9 Sowe ·
10 Olawoyin ·
16 Yaşar ·
17 Bulut ·
18 Buljubašić ·
19 Ghezzal ·
20 Özcan ·
21 Pinchi ·
27 Korkmaz ·
28 Akintola ·
30 Grbić ·
37 Şahin ·
45 Karapo ·
54 Pala ·
77 Zeqiri ·
Coach: Palut
1 Livaković ·
2 Stanišić ·
3 Barišić ·
4 Perišić ·
5 Erlić ·
6 Lovren ·
7 Majer ·
8 Kovačić ·
9 Kramarić ·
10 Modrić  ·
11 Brozović ·
12 Grbić ·
13 Vlašić ·
14 Livaja ·
15 Pašalić ·
16 Petković ·
17 Budimir ·
18 Oršić ·
19 Sosa ·
20 Gvardiol ·
21 Vida ·
22 Juranović ·
23 Ivušić ·
24 Šutalo ·
25 Sučić ·
26 Jakić ·
Coach: Dalić